# 多花百日菊
多花百日菊（学名：Zinnia peruviana），为菊科百日菊属下的一个植物种。其种加词“peruviana”意为“秘鲁的”。